# Gotfrid Svartholm
Per Gotfrid Svartholm Varg (rođen 17. oktobra 1984), poznat pod pseudonimom Anakata, švedski je računarski specijalista, poznat kao bivši suvlasnik veb hostinga kompanije PRQ i kao suosnivač BitTorrent sajta The Pirate Bay zajedno sa Fredrikom Neijem i Piterom Šunde.
Na dan 27. novembra 2013. godine Gotfrid je bio izručen Danskoj, gde je bio optužen za infiltriranje baze podatake Danske socijalne bezbednosti, baze podataka vozačkih dozvola, i zajedničkog IT sistema korištenog u Šengen zoni. Čekajući svoj sudski postupak, bio je držan u samici. Sudski proces je okončan 31. oktobra 2014. godine i bio je proglašen krivim od strane porote i osuđen na tri i po godine zatvora. On je odmah uložio žalbu na presudu, ali, plašeći se da bi on mogao pokušati da izbegne kaznu, sudije su odlučile da bi ga trebalo zadržati u pritvoru do žalbenog sudskog postupka.

## The Pirate Bay
Svartholm Varg je suosnivač kompanije The Pirate Bay. On je takođe stvorio i tracker-softver Hypercube koji je korišten za pokretanje The Pirate Bay veb sajta i trackera.